# Samatan
 Samatan  (también así en occitano) es una población y comuna francesa, ubicada en la región de Mediodía-Pirineos, departamento de Gers, en el distrito de Auch y cantón de Samatan.

## Demografía
| 1910 | 1934 | 1840 | 1831 | 1716 | 1832 |
| Para los censos de 1962 a 1999 la población legal corresponde a la población sin duplicidades (Fuente: INSEE [Consultar]) |      |      |      |      |      |